# 鴨洲

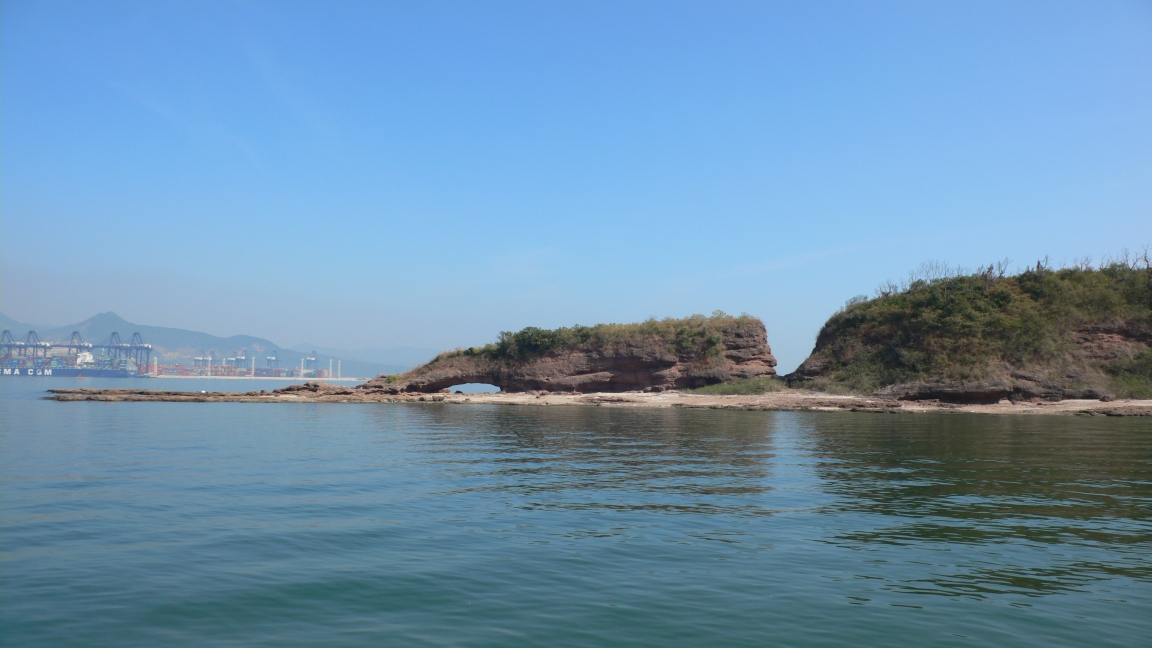
鴨洲的「鴨頭」，照片中清晰可見「鴨眼」

鴨洲（英語：Ap Chau，舊名）是香港的一個島嶼，地區行政上屬於北區。位於沙頭角海以東，吉澳以西。鴨洲昔日的英文名稱Robinson Island，乃以第五任香港總督夏喬士·羅便臣命名。是香港有人居住的最小島嶼。

## 地理
鴨洲面積非常細小，只有0.016平方公里，島形狹長，闊度僅有100碼。鴨洲現時僅剩下少數人居住。鴨洲的命名是因為其形狀確像一隻半浮於水面的鴨子。島上最高的山僅有28米高。
鴨洲的主要岩石由水成岩（沉積岩的一種）組成，島的東面石灘有無數彩色的石卵供遊人欣賞。因島上全為嶙峋岩石，遊人前往時應注意安全。
在鴨洲可找到香港罕見的紅色角礫岩（沉積岩的一種），還可近距離欣賞多種典型的海蝕地貌，如海蝕崖、海蝕平台、海蝕柱等。島上著名的景點是「鴨眼」。遊人在地質公園內不可撿走貝殻或石塊，違者可被檢控。

## 人文
鴨洲本是漁村，是漁民休息的地方，但島上居民接受了美國經濟援助協會（CARE USA）的資助，興建了兩層樓高的平房居住，不再依賴捕魚為生，主要靠外匯。而島上沒有食肆或旅館，只有一間合作社，但有一所教堂。
島上居民的主要信仰是由台灣傳來的宗教（真耶穌教會）。
2018年4月8日，鴨洲故事館開幕，鴨洲村民近年回流與政府合力復修村落，為保留文化，在島上設立鴨洲故事館，向遊客展示鴨洲獨特的文化。故事館逢周日及公眾假期上午十時至下午四時開放。陳啟昇表示，現有廿至三十個導賞員，市民可電郵預約參加。

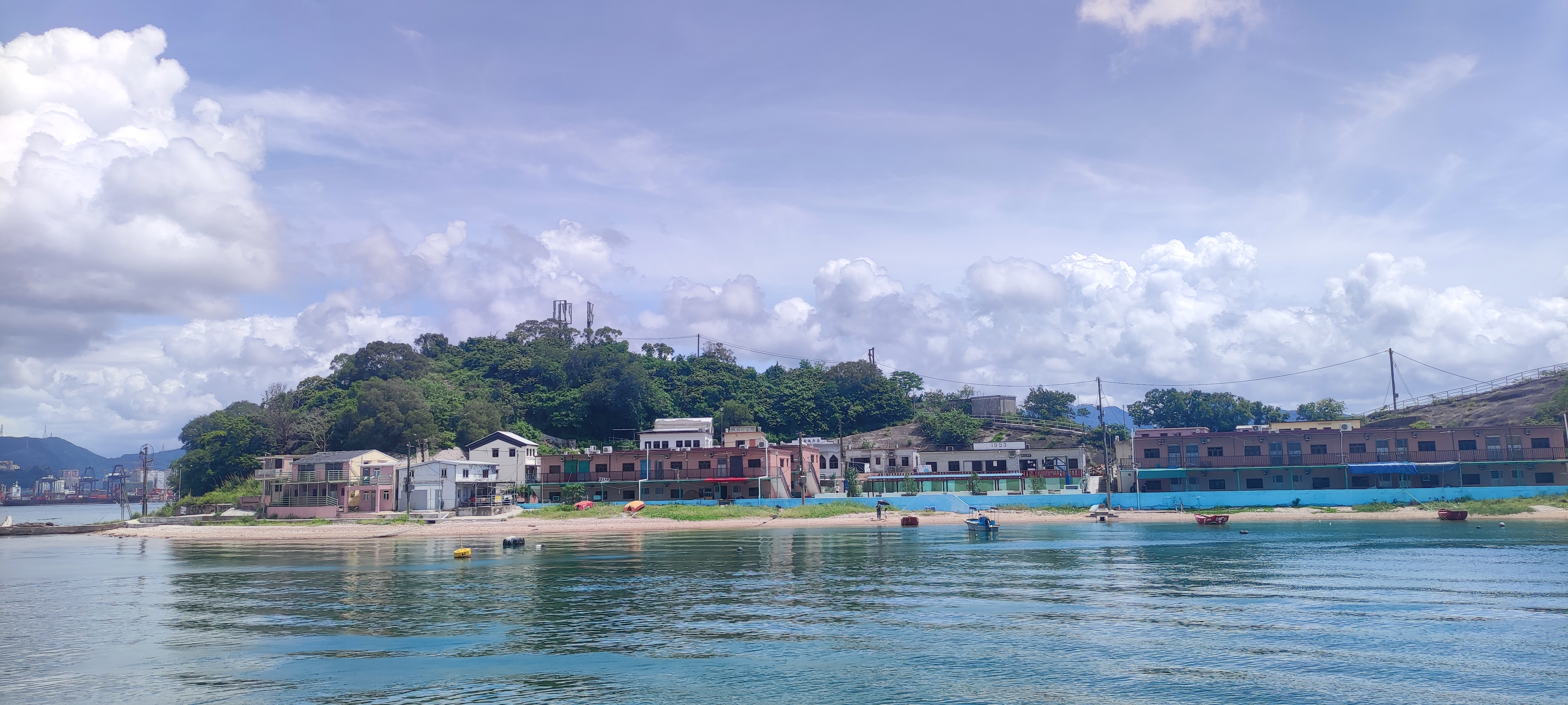
鴨洲村落

## 社區設施

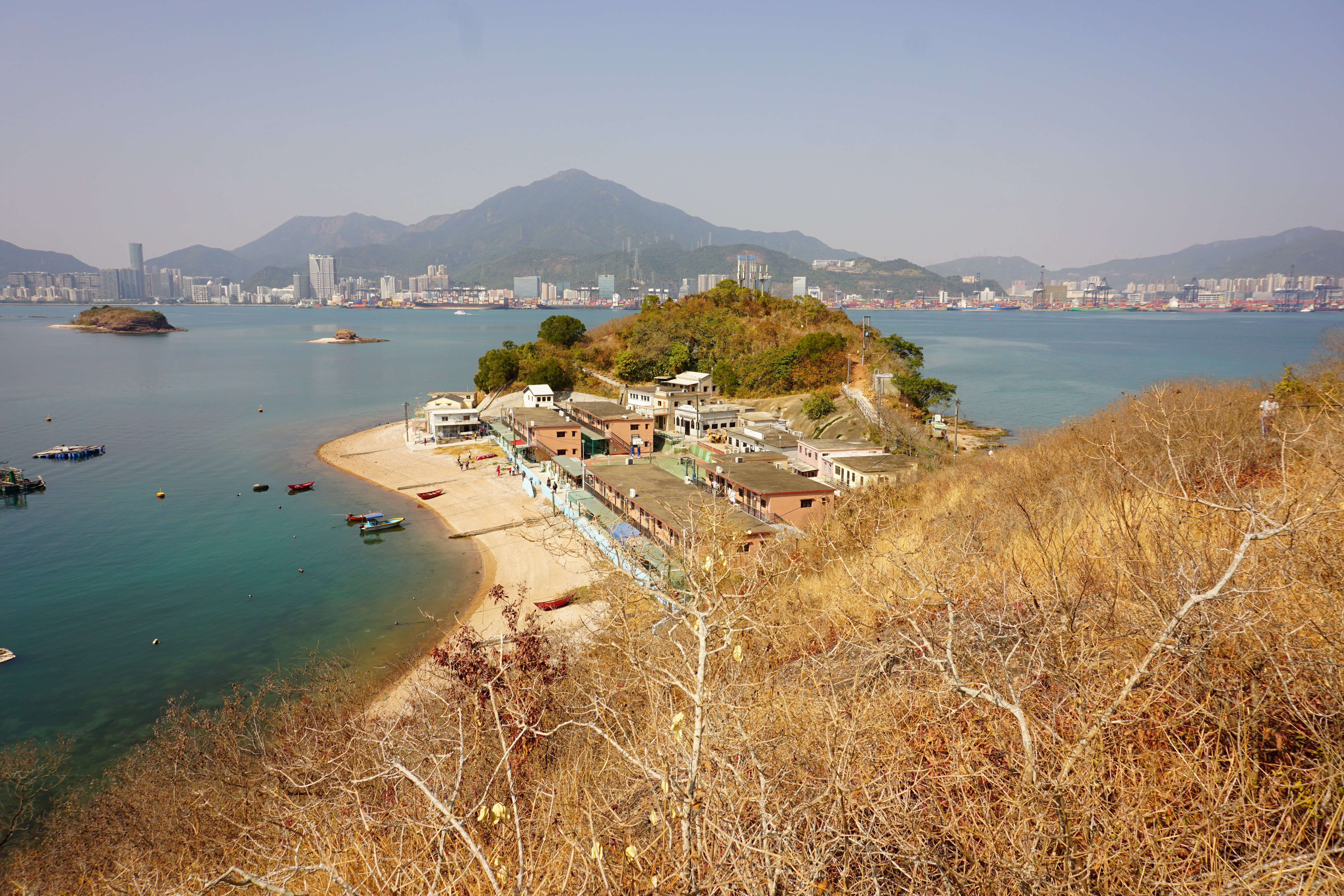
在鴨洲山丘上觀看鴨洲全境。後面是深圳鹽田港。

鴨洲島上設有一個小型垃圾焚化爐，亦有一所公廁。島的中南部有一個簡陋的籃球場。
島上雖然沒有診所，但醫院管理局的醫療船每逢星期二及四會到鴨洲，為村民看病治療，收費與公立醫院門診一樣。

## 交通
鴨洲對外交通完全依靠街渡渡輪。

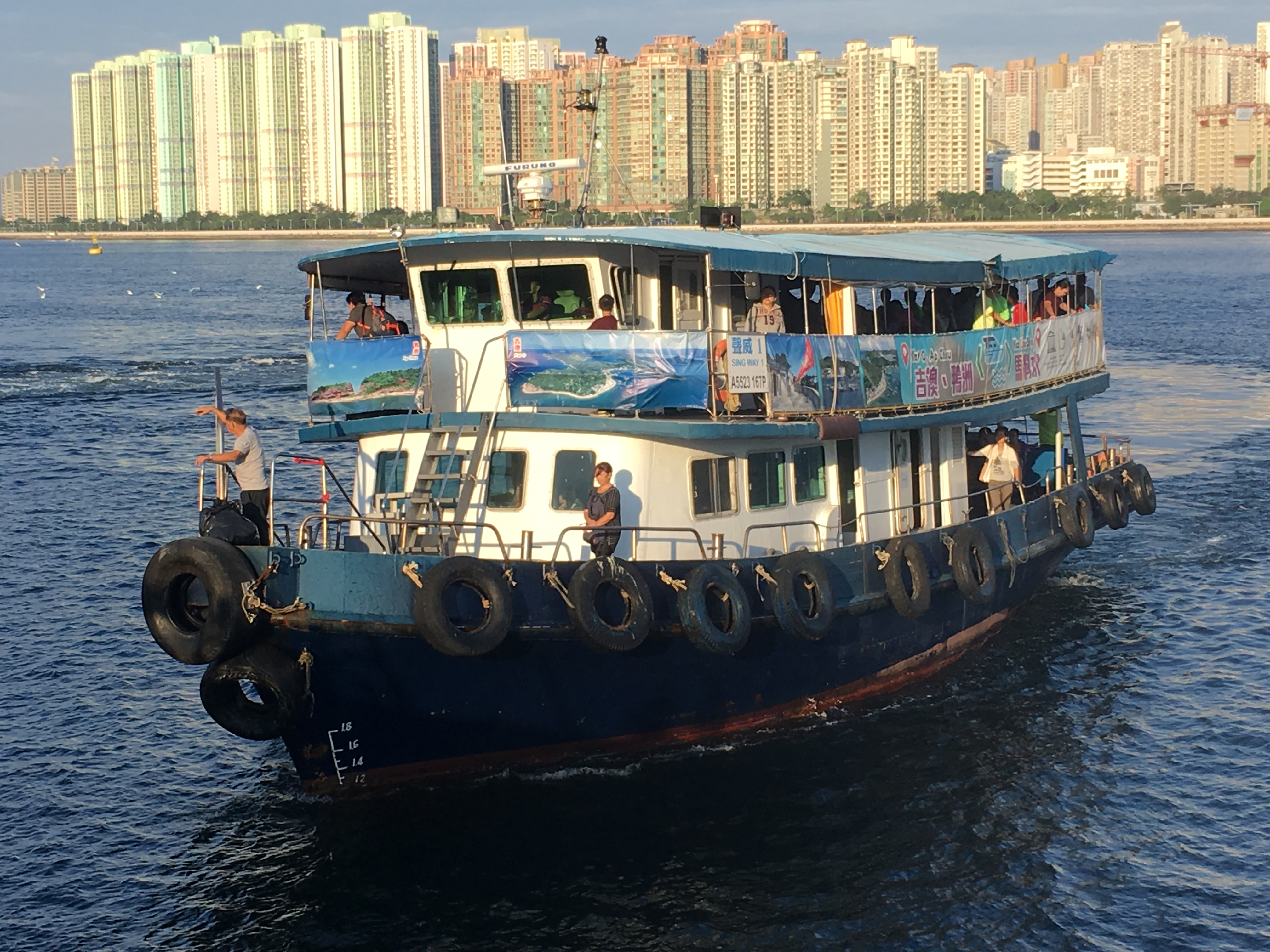
馬料水至吉澳、鴨洲航線的船隻，成為市民去鴨洲遊玩的交通工具

- 街渡：沙頭角至吉澳（經鴨洲），每日每方向固定4班。
  - 注：鴨洲只有常規街渡來往沙頭角，而沙頭角屬於香港禁區範圍之內，進入沙頭角碼頭使用此航線必須向警方申請邊境禁區通行證(俗稱禁區紙)。
  - 最新街渡時間表可參見運輸署網頁 （页面存档备份，存于）：
- 街渡：馬料水至吉澳、鴨洲的聲威實業航線，惟只在星期六、日及公眾假期提供服務。每日每方向固定1班。

## 附屬島嶼[7]
- 細鴨洲
- 鴨籮春
- 鴨蛋排
- 鴨洲白墩排
- 鴨洲尾白墩排
- 鴨兜排

## 外部連結
- 鴨洲在2009年3月的影像 （页面存档备份，存于）
- 東北海鴨洲環島遊 探奇岩異洞[永久] 新浪旅遊 (星島日報). 2008年10月25日.